# Лёня Голубков
Леони́д (Лёня) Голубко́в — персонаж рекламной кампании российской финансовой пирамиды «МММ» в 1994 году, сыгранный актёром Владимиром Пермяковым. С ним связана всенародная любовь, а потом и ненависть к «МММ».

## Съёмки
Всего было отснято 16 рекламных роликов о Лёне Голубкове общим хронометражем 9 минут 50 секунд.
По прошествии некоторого времени Владимир Пермяков делился своими впечатлениями и рассказывал:

Нам платили по 200—250 долларов за съёмочный день. Раз в месяц мы снимали. Творчески мне нравилось играть Лёню Голубкова. Я просто купался в этой роли. Это была роль как будто специально для меня написана.
После этой рекламы фраза персонажа — «Я не халявщик. Я партнёр!» — стала крылатой.

## Культурная значимость
Лёня Голубков — это не классический персонаж, с которым себя можно идентифицировать. Да? Короче. Если я смотрю по телевизору ролик и вижу ролик Лёни Голубкова, я не думаю, что он это я. Я думаю — ничего себе урод! Похож на соседа. Очень похож.— Бахыт Килибаев, режиссер роликов на телеканале «Время».
Сам же Мавроди придерживался мнения, что образ Лёни соответствует образу среднего россиянина и потому находит понимание у народа. Дмитрий Быков оценил эту серию роликов Бахыта Килибаева как талантливый мини-сериал о жизни простых людей.
Как отмечают культурологи, образ Лёни является аллюзией на персонажа фильма «Бриллиантовая рука» — Семёна Семёновича Горбункова. Лёня обрисован как обычный «маленький человек» с заурядной внешностью. В то же время Лёня Голубков — это успешный индивидуалист, который знает, чего он хочет, и таким образом, противопоставляется героям советских времён с их коллективизмом и патриотизмом.
Как указывает О. В. Кирпичёва, авторы рекламы грамотно подобрали имена персонажей и выстроили именование главного героя (Лёнька, Лёня, Леонид): «Герои рекламных роликов пропагандируют образ простого человека, который также может вершить судьбу страны, принимать участие в ее управлении, будучи при этом обычным экскаваторщиком или шахтером из Воркуты». Имя Лёни Голубкова стало нарицательным при упоминании различных финансовых афер. Несмотря на такую популярность, фигура Лёни Голубкова со временем стала забываться: как показывают недавние исследования, респонденты в возрасте 18-29 лет чаще всего не знают, кто это такой.
Также персонаж Лёня Голубков появлялся в эпизодах различных фильмов и сериалов (см. ниже).

## Рекламные ролики
- Первый ролик: Лёня решает вложить свои деньги в МММ, а придя через 2 недели, он получает в 2 раза больше и обещает купить жене сапоги.

- Второй ролик: Лёня купил сапоги и обещает купить шубу.

- Третий ролик: Лёня стоит с указкой у таблицы «роста благосостояния семьи Голубковых» и говорит жене, что теперь все свои деньги он будет вкладывать в АО «МММ», после чего посвящает супругу в дальнейшие планы покупок: «В мае мы покупаем мебель, в июне — автомобиль, в июле — дом».

- Четвёртый ролик: Лёня и Иван Голубковы пьют водку. Брат ругает Лёню за нечестный заработок: «Да халявщик ты, Лёня, оболтус…». Лёня категорически не согласен со словами брата, говоря, что заработал деньги честно и так же честно получил от них прибыль, вкладывая их в МММ. Лёня говорит ставшую крылатой фразу: «Я не халявщик, я партнёр».

- Пятый, шестой, седьмой ролик: Лёня ведёт своего брата на матч «Россия — Бразилия» на Чемпионат мира в США. Братья гуляют по Лос-Анджелесу и Сан-Франциско.

- Восьмой ролик: Жена Лёни рассказывает Марии из телесериала «Просто Мария» (1989) о состоянии семьи.

- Девятый ролик: Лёня составляет другой план благополучия семьи Голубковых.

- Десятый ролик: Брат Лёни в телевизоре.

- Одиннадцатый ролик: Лёня и Иван опять появляются на экране.

- Двенадцатый ролик: К Лёне приезжают родственники из деревни и спрашивают об МММ.

- Тринадцатый ролик: Семья Голубковых объясняет структуру МММ.

- Четырнадцатый ролик: Голубковы радуются заработку.

- Пятнадцатый ролик: Лёня спрашивает у портрета Мавроди, почему пирамида рухнула. Портрет «отвечает», что МММ «возродилась». Лёня написал книгу, которую читает его жена.

- Шестнадцатый ролик: Иван звонит Лёне, который рассказывает о повторном открытии МММ.

- Реклама МММ 2011: Лёня Голубков невесел: «Экскаватор пришлось продать», — говорит он, «а завод мы с друзьями так и не построили»[9].

## Семья
- Жена Маргарита, мечтающая «о новых сапогах, машине и доме в Париже» (Елена Бушуева)[10]
- Старший брат Иван, шахтёр из Воркуты (Вячеслав Воробьёв)[11]
- Родственники: Николай, Геннадий и Сергей.

## В массовой культуре
Кроме рекламных роликов, персонаж, сыгранный Пермяковым, появился в ряде фильмов:
- 2000 — Новый Год в ноябре
- 2004—2008 — Моя прекрасная няня
- 2006—2012 — Счастливы вместе
- 2007—2012 — Папины дочки
- 2008 — Александр Македонский. Киллер мафии
- 2011 — ПираМММида. Фильм посвящен истории МММ и Сергея Мавроди.
- 2011 — Generation П (фильм)
- 2012 — Нереальная история
- 2013 — Зайцев+1
- 2016 — Тень тишины
- 2017 — Крыша мира
- 2017 — Последний мент, 3 сезон, 1 серия, участковый
- 2019 — Мылодрама, 2 сезон, 2 и 3 серии, зритель на телешоу "Не мешки ворочать"

В сериале «Железный конь» (2009) Владимир Пермяков играет схожего персонажа под именем Лёва Колобков.
В отечественной модификации на игру Grand Theft Auto: San Andreas «GTA криминальная Россия» на радио появляется реклама с персонажем.
В компьютерной игре Atom RPG появляется персонаж, служащий отсылкой к Лёне Голубкову.